# 佳貴妃
佳贵妃（1816年—1890年），名三妞，郭佳氏。正黃旗包衣佐領下人。內務府養育兵保兒之女，叔父為頂戴領催天保。清朝道光帝之贵妃。

## 生平
嘉庆二十一年十二月初三日子时出生。根據家族譜系，佳貴妃沒有任何兄弟，所以其父保兒一支絕嗣，全族基本上沒有當官之人。
郭佳氏是正黃旗包衣佐領下人，應該是經內務府選秀入宮，冊文中「九御重內官之選」的字眼亦可助證此事。郭佳氏的入宮年份不詳，僅知入宮後在孝全皇后鈕祜祿氏所居的鍾粹宮當差。道光十四年十二月十七日，鐘粹宮官女子三妞被封為佳常在，道光十五年七月初二日，晉為佳貴人。郭佳氏的封號是「佳」，满文是「giltungga」，意為「英俊的」，這也是宣宗后妃里少有的封號類型。
道光十六年（1836年) 十二月二十日，命禮部尚書貴慶為正使，內閣學士倭什訥為副使，晉封為佳嬪。翌日，咸福宮彤贵妃接册宝，承乾宫佳嫔接册。道光二十年二月二十三日，降为佳贵人。
道光二十八年十二月，佳貴人失去楠木匣等物，相關部門調查後發現佳貴人的匣子曾被丟在地上，而宮女裝作看不見。
咸丰元年(1850年)，佳貴人被尊为皇考佳嫔，居壽三所。
咸豐六年，剛入宮的宮女進如、進意在壽康宮佳嬪大女子素燕名下學習活計，進如用左手做活，而進意在家時並沒有做過細活，兩人總學不會；進如、進意又時常失手砸碎東西，漿洗衣服也不乾淨。十二月時，佳嬪怕進如砸破東西，教她上殿時站在旁，站立時不准動手。咸豐七年正月，佳嬪不准進意到上殿伺候，正月十九日，進如在後殿將盛蜜供的瓷罐砸破，被打二十大板；正月二十五日，佳嬪因素燕教的不好而下令打素燕十板；正月二十六日將進如、進意交出。因慮及外邊傳排費事，故並未嚴格按照正常宮女出宮程序辦理。咸豐帝以同日退出二人，殊屬可疑，其中必有別情，斷非因笨，諭令內務府嚴查。經過查核，佳嬪因笨退出宮女二名情況屬實，但咸豐帝對此仍然嚴肅處理，下旨以後佳嬪位下以後只准有女子四名，毋須挑補至六名。
咸丰十年十二月十四日，在避暑山莊的佳嬪等位给咸丰帝进活计喫食。同年十二月二十九日，咸丰帝对先帝妃嫔进行年节赏赐的记录看，当时得到赏赐的道光帝嫔妃有琳贵太妃、成嫔、彤嫔、祥嫔和蔡常在五位，無佳嬪之名，原因不詳。此时，咸丰帝因为英法联军攻入北京而逃到热河。出逃時只能带上部分先帝嫔妃，其他人都只能留在北京。
同治帝登基後，尊为皇祖佳妃。同治元年二月，同治帝剛登極後，內務府為道光帝和咸豐帝妃嬪安排會親，定於二月二十二日，琳皇貴太妃、彤妃、佳妃和李貴人會親，會親時間從早上卯時至傍晚酉時，佳妃在壽安宮與紹延之妻、栢麟之妻等會親。
同治十三年（1874年)，因其「侍奉宣宗成皇帝，多歷年所，允宜加崇位號，以表尊榮」，晋为佳贵妃。
光绪十六年(1890年)四月初六日亥初一刻，佳贵妃薨逝于紫禁城吉祥所，享年七十五岁。光绪十九年四月十八日卯时，佳貴妃金棺奉安於清西陵之慕東陵妃園寢。

## 详见
- 清朝皇后及妃嬪列表

## 备注
1. 1 2 3  清代北京习俗，女儿称妞妞，并依出生次序称“某妞”。三妞可能指第三个女儿，亦或是她的个人名。